# حديقة ياش النباتية

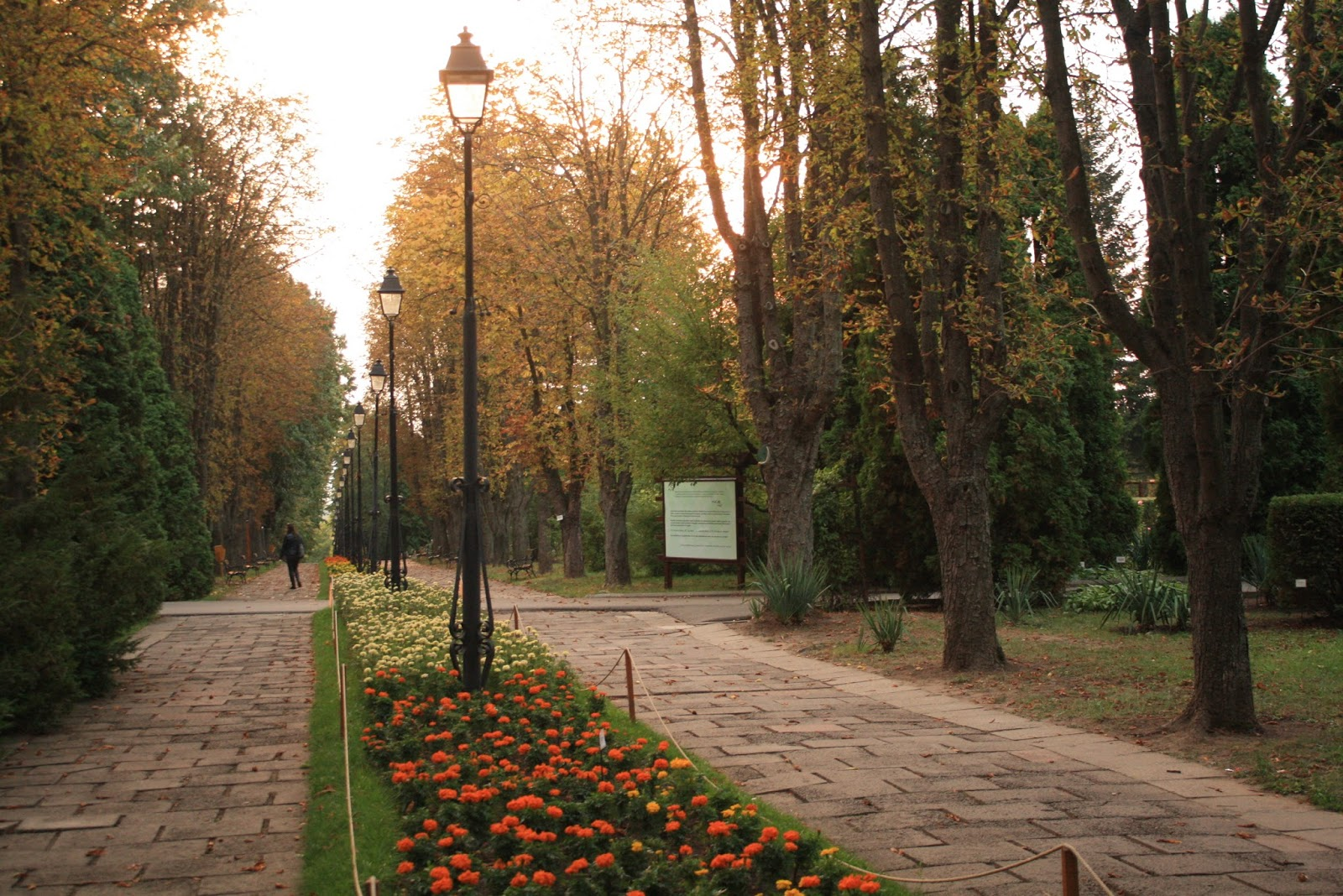
بعض الأزهار في حديقة ياش النباتية

حديقة ياش النباتية أو حاليًا (بالرومانية: Grădina Botanică Anastasie Fătu) حسب أسم مؤسسها. وهي حديقة نباتية تقع في منطقة كوبو في مدينة ياش في رومانيا. تبلغ مساحة الحديقة حوالي 100 هكتار، وتأسست عام 1856.

## معرض صور

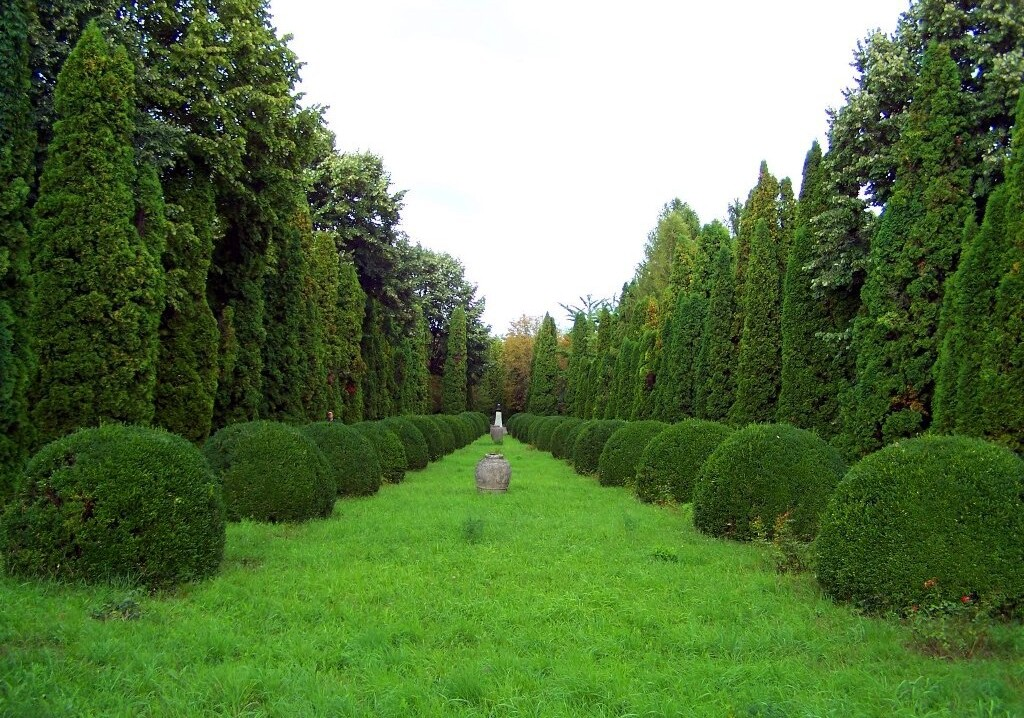
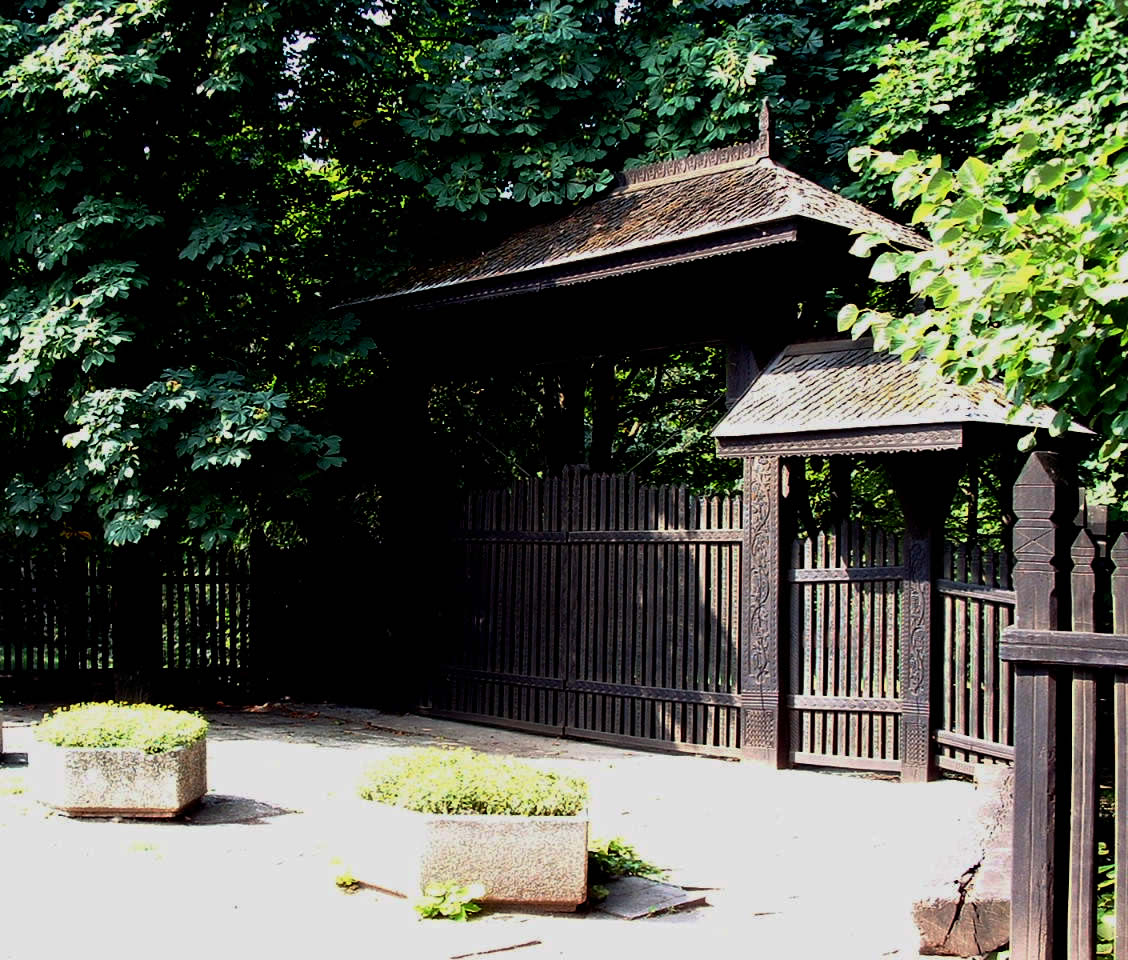
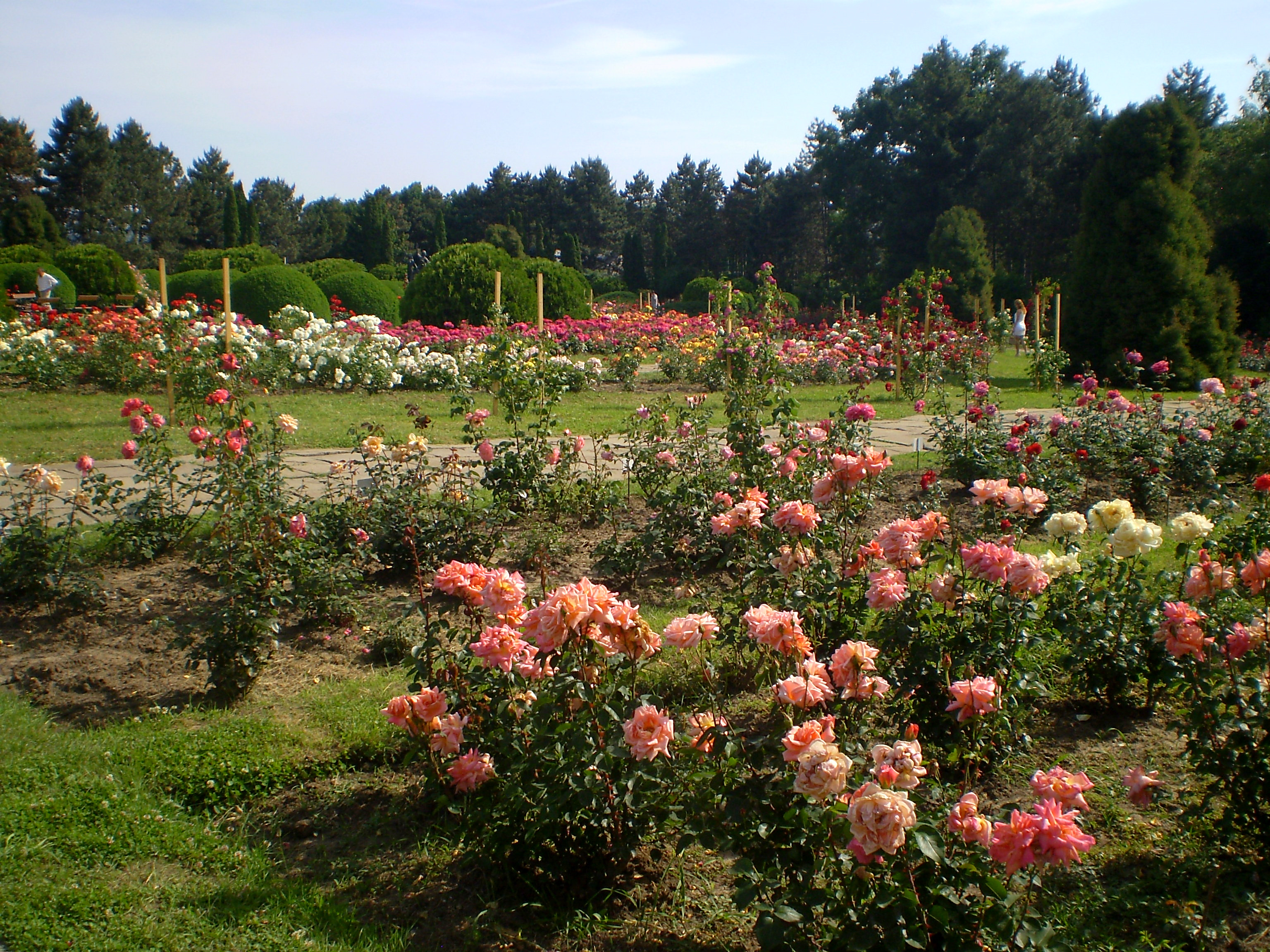
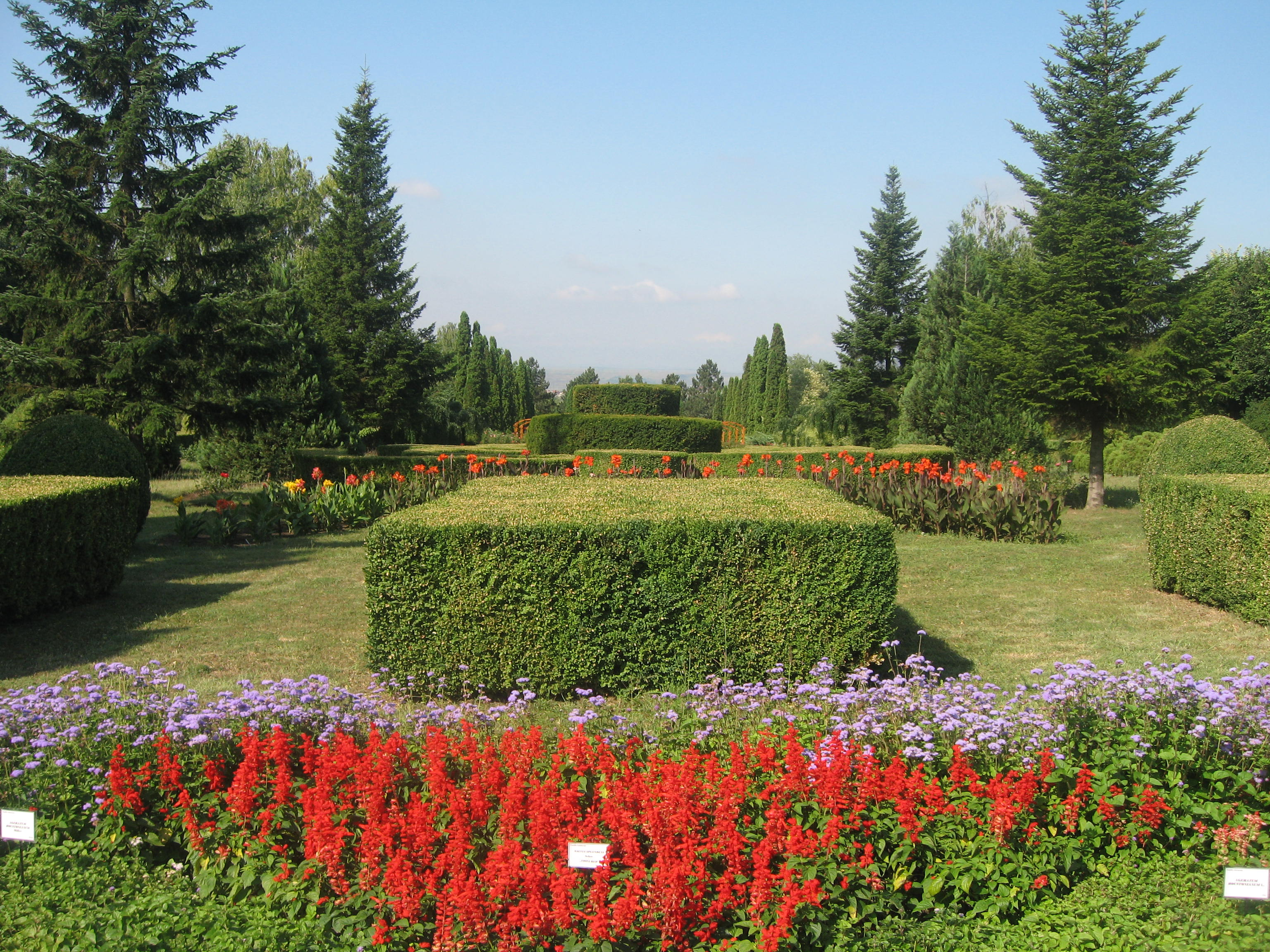
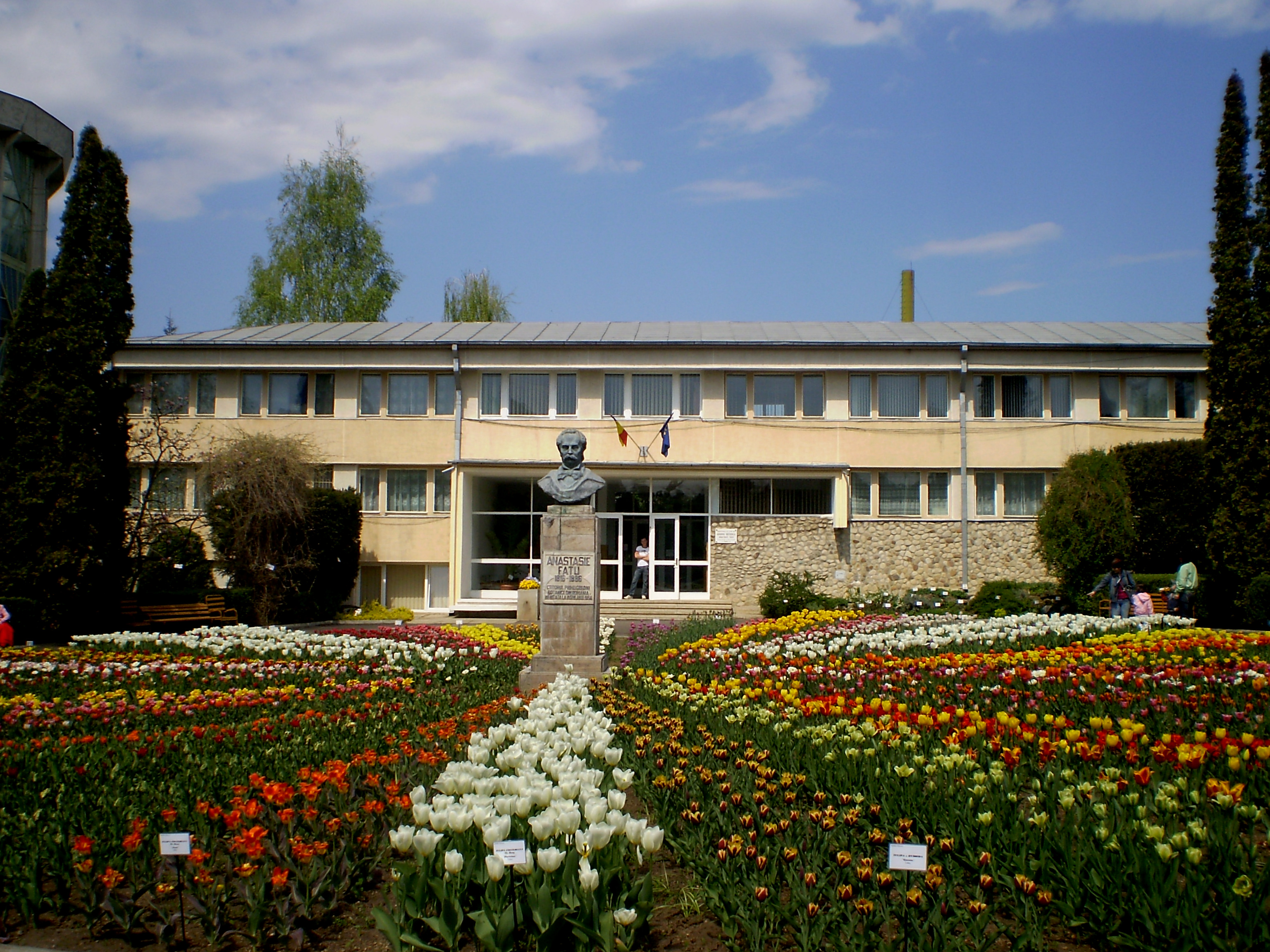

## وصلات خارجية
- Official site
- Images-360° - A walk through the Botanical Garden of Iasi